# 布赖顿
布莱顿是位於英国英格蘭東南部東薩塞克斯郡布萊頓和霍夫的海濱城鎮，距離倫敦以南47英里（76）。1997年4月1日，布萊頓與霍夫組成單一管理區——布萊頓和霍夫，整個區於2017年的人口約30萬。2000年，英女王伊利沙伯二世為慶祝千禧年，賜予布萊頓和霍夫城市地位。

## 历史

### 16世纪
1514年6月，这个当时被称为布莱特赫尔姆斯通（Brighthelmstone）的渔村在《威斯敏斯特条约》后开始的英法战争中，被法国人烧成平地。后来在亨利统治时期，该镇居民向君主恳求防御大炮。他们的「杂货摊」的一部分是一张地图插图（1545），显示法国人1511年的侵略。这张地图的复制品可以在霍夫博物馆见到。

### 18和19世纪

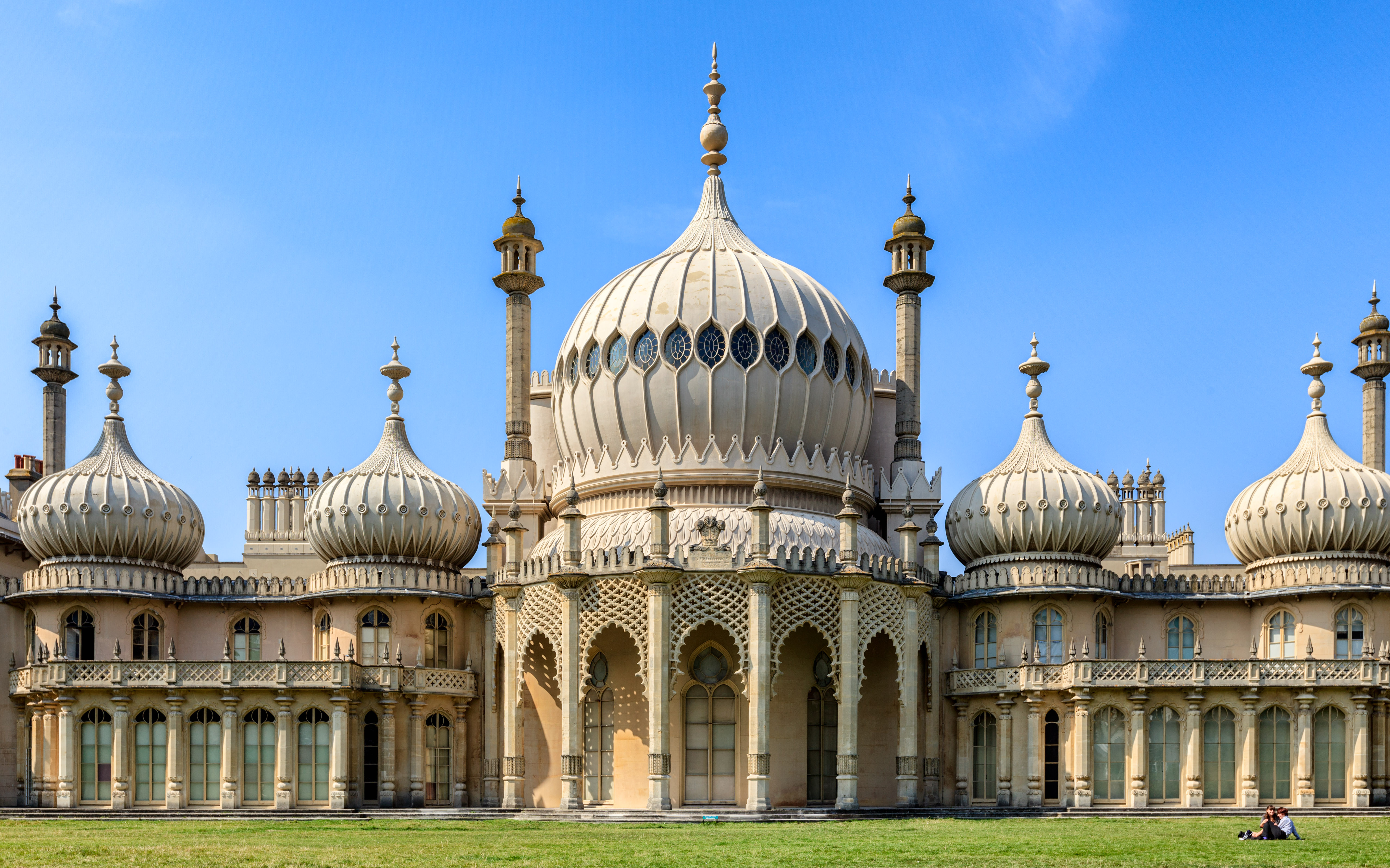
於1823年建成的皇家穹頂宮

流行的观点认为布赖顿直到18世纪还是一个小渔村，这在某种程度上是正确的，因为那时该镇已经衰落，在18世纪中叶才作为游客的麦加发展了消费经济而重生，但其实1660年代的布赖顿，人口超过4000，已经是该郡最大的城镇，绝对数目轻松胜过刘易斯和奇切斯特。回到熟悉的故事，布莱特赫尔姆斯通的变化开始于1753年，刘易斯的理查德·罗素医生发表关于海水浴的论文，赞扬布赖顿海水对健康的益处。他在此建造房屋，不久，富人和病人开始来到海滨。流行的结论使他恢复了雄心，斯泰纳街的莫尔伯勒别墅由罗伯特·亚当（Robert Adam）建于1765年，不久被莫尔伯勒公爵买下。1780年，摄政terraces开始发展，该市迅速成为时髦的度假胜地。该市的成长受到鼓励，1786年，年轻的摄政王，后来的国王乔治四世，租用了一处农舍以逃离公众生活。最终他在该市度过大量闲暇时光，建造了异国情调的皇家穹顶宫，成了该市最著名的标志。肯普镇（肯普敦的核心区）建造于1823年至1855年，是乔治式建筑的好范例。游客受到1840年通车的伦敦与布赖顿铁路的鼓励，还建造了最早的铁路机车工厂之一。

### 20世纪
大众旅游的增长刺激了许多布赖顿商人去满足度假者的需要。酒吧和餐厅很多。战后最重要的发展就是1960年代开设了萨塞克斯大学，此大學由巴兹尔·斯潘塞（Basil Spencer）爵士设计。大学获得很高的学术声望，不仅局限于人文科目。
使馆庭院是布赖顿和霍夫海滨最迷人的建筑之一，尽管其原因在这些年间有不同的解释。在1935年建造时，建筑师韦尔斯·科茨（Wells Coates）设计，该建筑与国王路的更庄重的装饰性的建筑形成鲜明对比；但在1990年代，该建筑由于性能急剧恶化引来批评。该建筑因为一大块墙灰和窗户落到下面的街上而上了报纸，又因为西码头的倒塌命运再度堪忧。幸运的是后来业权易手，恢复开始于2004年，完成于2005年秋季。现在已经恢复了1930年代的荣耀。

## 码头

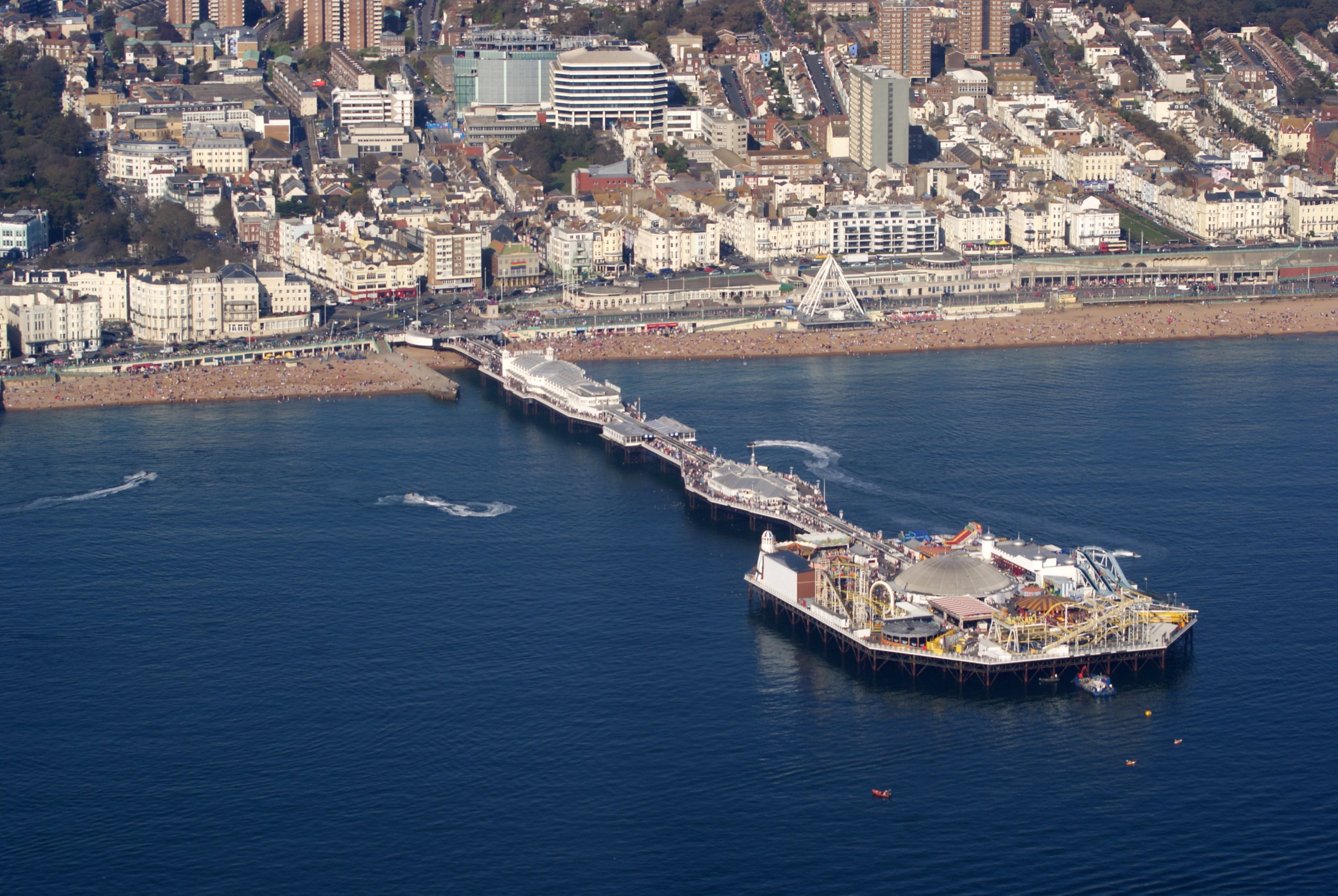
布萊頓碼頭

布赖顿海上皇宫和码头，简称「皇宫码头」，2000年现在的业主非正式改名为「布赖顿码头」（未获国家码头协会承认），1899年5月开放，花费137,000英镑建造。剧院直到2年以后才开放。剧院的迁移引起了争论，在此情形下取消了。这从未发生。该码头於2003年2月4日发生大火，但损失有限，使得该码头的大部分得以于次日重新开放。

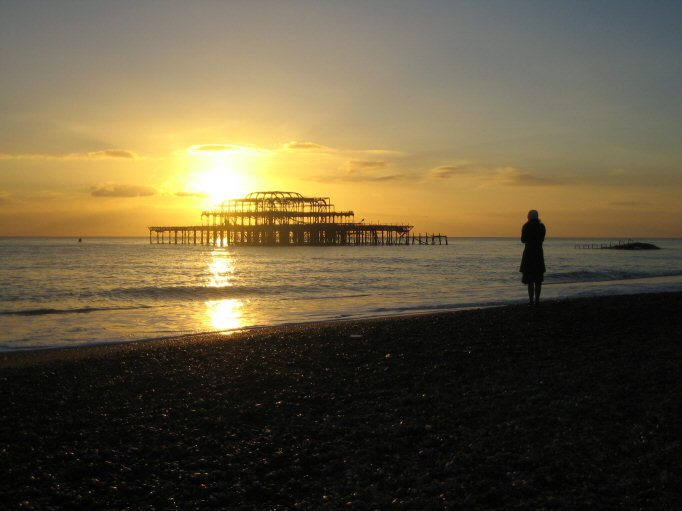
於1975年關閉的西碼頭

老「西码头」，由尤金尼厄斯·伯奇（Eugenius Birch）建于1866年，已于1975年关闭并朽坏， 等待修复。西码头是英国仅有的2个列为1级登录建筑的码头之一，另一个是克利夫登码头（Clevedon）。西码头财产计划得到国家遗产彩票基金的帮助修复码头，遭到一些当地居民反对。
2002年12月29日，西码头部分坍塌，连接音乐厅和穹形宫的人行道塌入海中。2003年1月20日，码头中间的音乐厅进一步崩塌。2003年3月28日码头尽头的穹形宫失火。消防队未能拯救该建筑，由于他们未能到达码头的末端——前一次坍塌已经毁坏了人行道。火灾的原因还不清楚。2003年5月12日再次失火，烧掉音乐厅余下地方的大部分。怀疑是有人故意纵火。2004年6月23日的强风引起码头中部完全崩塌。

## 布赖顿旅馆爆炸案

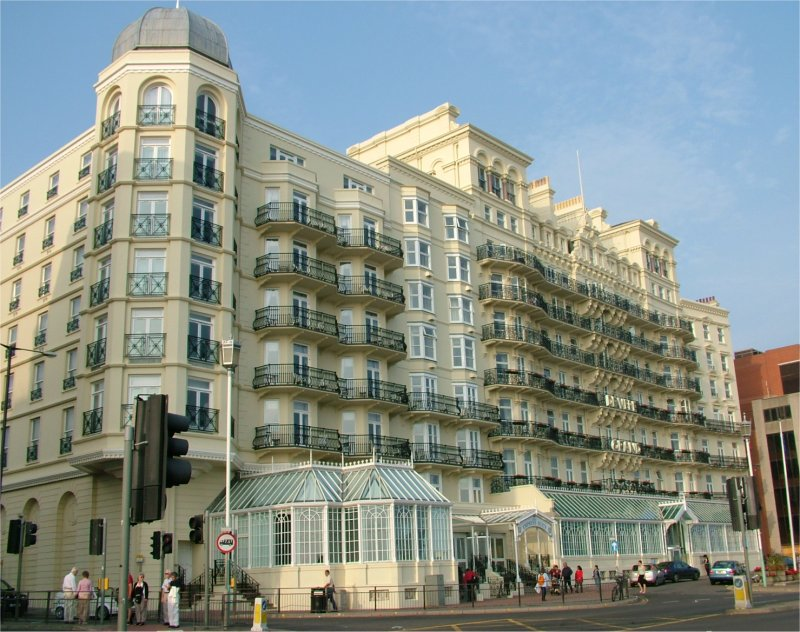
曾於1984年發生爆炸案的白禮頓格蘭德酒店，酒店在1986年8月28日重新開業

1984年10月12日清早，一枚爱尔兰共和军的炸弹在格兰德酒店爆炸，执政的保守党高级官员们正在那里召开年会。4个人在爆炸中死亡（包括安东尼·贝里爵士），但没有英国内阁成员死亡。首相撒切尔夫人得以幸免，但政府其他成员重伤——诺曼·特比特的妻子也受伤瘫痪。

## 今日布赖顿

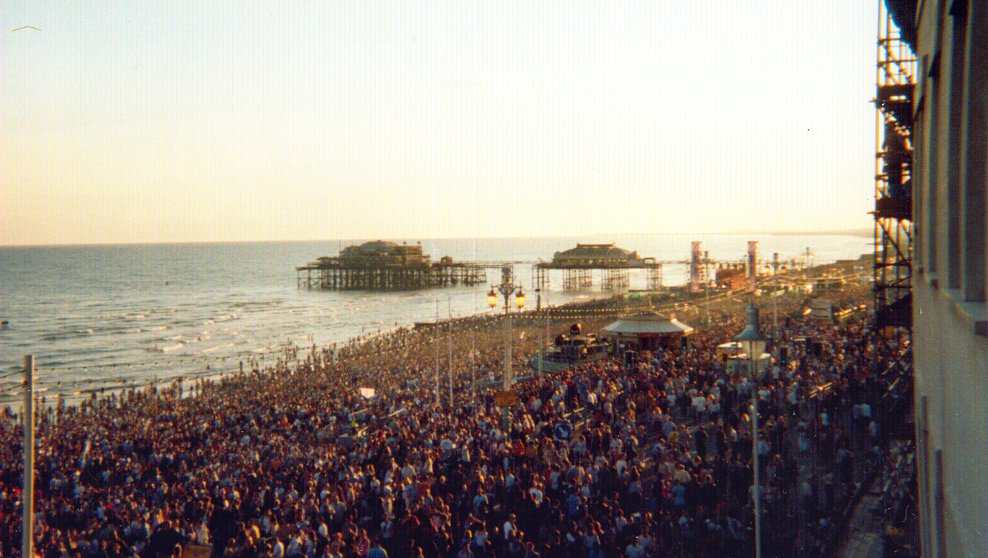
2002年7月13日，Big Beach Boutique II 現場表演吸引超過25萬名歌迷來看演出

在布赖顿，旧日的渔村已经成为今天的中巷间——狭窄的小巷充满各类古董商店、餐厅、小餐馆和酒吧。“巷”是盎格鲁撒克森人测量田地的旧单位。北巷地区还保持最初的拼法。山巷在东面的山坡，面对北巷，现在通称为“汉诺威”，该名称来自于从19世纪初在山脚的阶梯：汉诺威新月，汉诺威阶梯，得名于当时的汉诺威君主。该市还有大批女同性恋、男同性恋、双性恋和跨性別社团，主要以该市肯普敦地区为基地。有人认为同性恋人口接近25%。每年8月举办大型骄傲游行。
有人认为布赖顿的邻居霍夫比布赖顿位置更好，当地人经常说“事实上是霍夫”。这是因为当人问一个霍夫居民是否住在布赖顿，他们时常回答：“不，事实上是霍夫﹗”
英格兰最大的艺术节—布赖顿节—每年5月在此举办。
布赖顿拥有2所大学：萨塞克斯大学和布赖顿大学。有时称为“海上伦敦”，由于它活跃的气氛和世界性的性质，也由于从伦敦来的大量游客。在夏天，来自全欧洲的数千年轻学生聚集在该市参加语言课程。
一部分海滩已经正式列为裸体浴场 —是英国极少的靠近市区的裸体浴场之一。
自从1978年拆除了黑石的艺术装饰主义的露天游泳池，布赖顿海滨的最东部地区得到开发，现在是欧洲最大游艇码头之一。游泳池旧址只建了一个溜冰场和壁画墙，该地区已规划进一步的开发，包括一个在当地引起争论的高级酒店。
布赖顿由于大量政治运动和活动，被看作是一个相当进步的城市，包括当地通讯SchNEWS。这被2005年大选中绿党赢得皇家穹顶宫这里的选民22%选票所证明，全国统计只有1%。

## 夜生活和流行音乐
布赖顿以其活跃的音乐气氛著称，拥有大批成功的艺术家，如Levellers和肥仔Slim，及唱片公司，包括Skint Records。1990年代初以来，这里形成了健康的自由聚会场景。
在布赖顿有大量的酒吧和夜总会，英国一些最重要的俱乐部舞蹈音乐场景以布赖顿为基地。此外，布赖顿有活跃的LGBT社群，很多集中在该市的Kemptown地区。

## 体育
布赖顿拥有布赖顿和霍夫Albion足球俱乐部、萨塞克斯郡板球俱乐部的霍夫场地（用于国际一日比赛），和布赖顿熊队。
1995年，布赖顿和霍夫Albion金石体育馆，在霍夫中心，没有可供选择的可行性规划就卖掉了。1997年在金石体育馆进行的最后一场比赛，差点落到第三组。在共用肯特郡吉灵厄姆体育馆2年后，该队被允许主办games at the Withdean Sports Complex in 布赖顿。6000座位的体育馆不适合举办冠军赛，球迷必须去140英里外的肯特郡。1998年规划新建一个23,000座位的体育馆，1999年选中的最佳位置是该市北面的Falmer。2005年10月28日，球迷们欣喜若狂，因为首相发言人John Prescott准许布赖顿和霍夫Albion俱乐部建造该体育馆，他们从1995年起就在等待。

## 交通

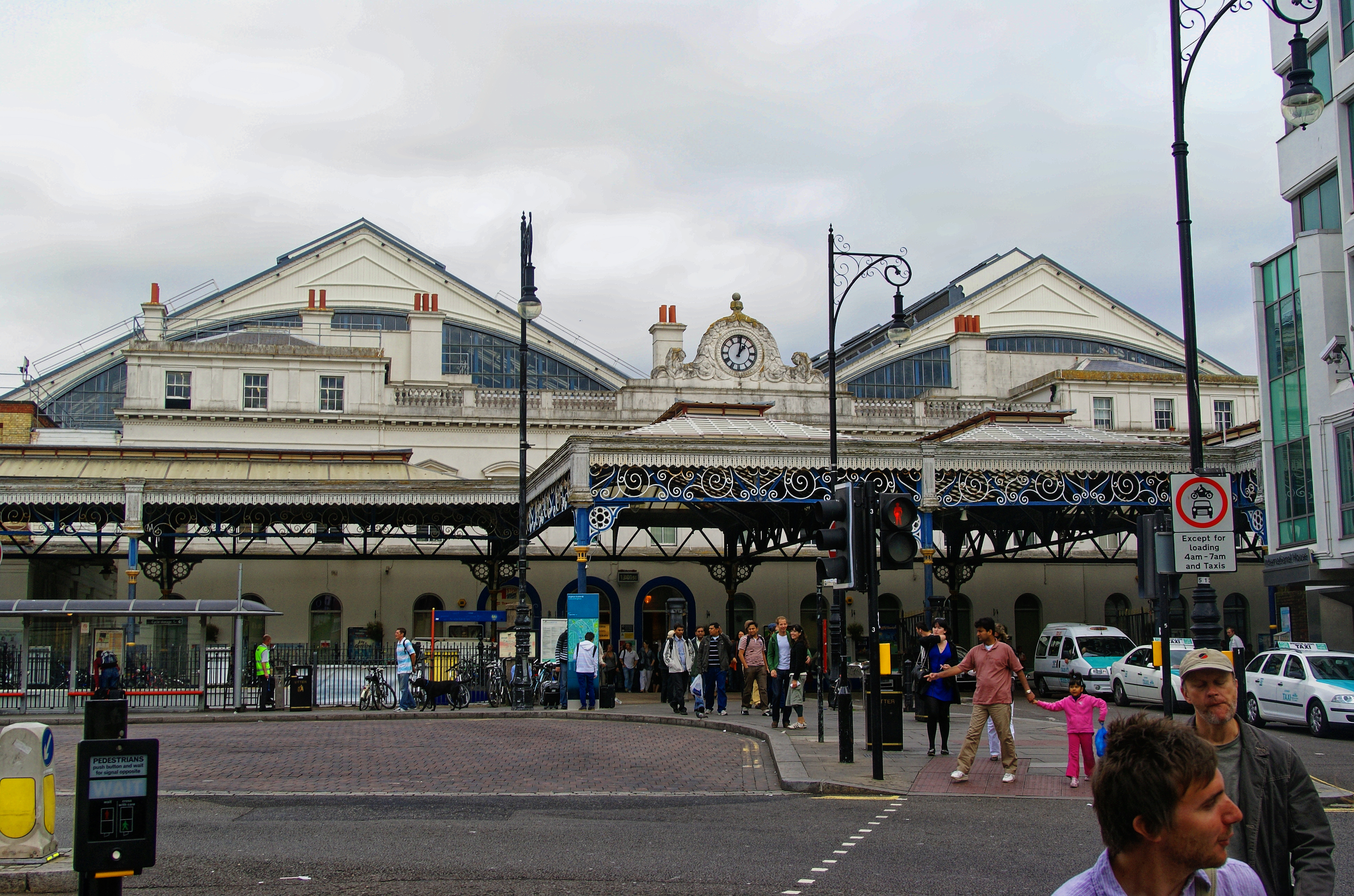
布萊頓站

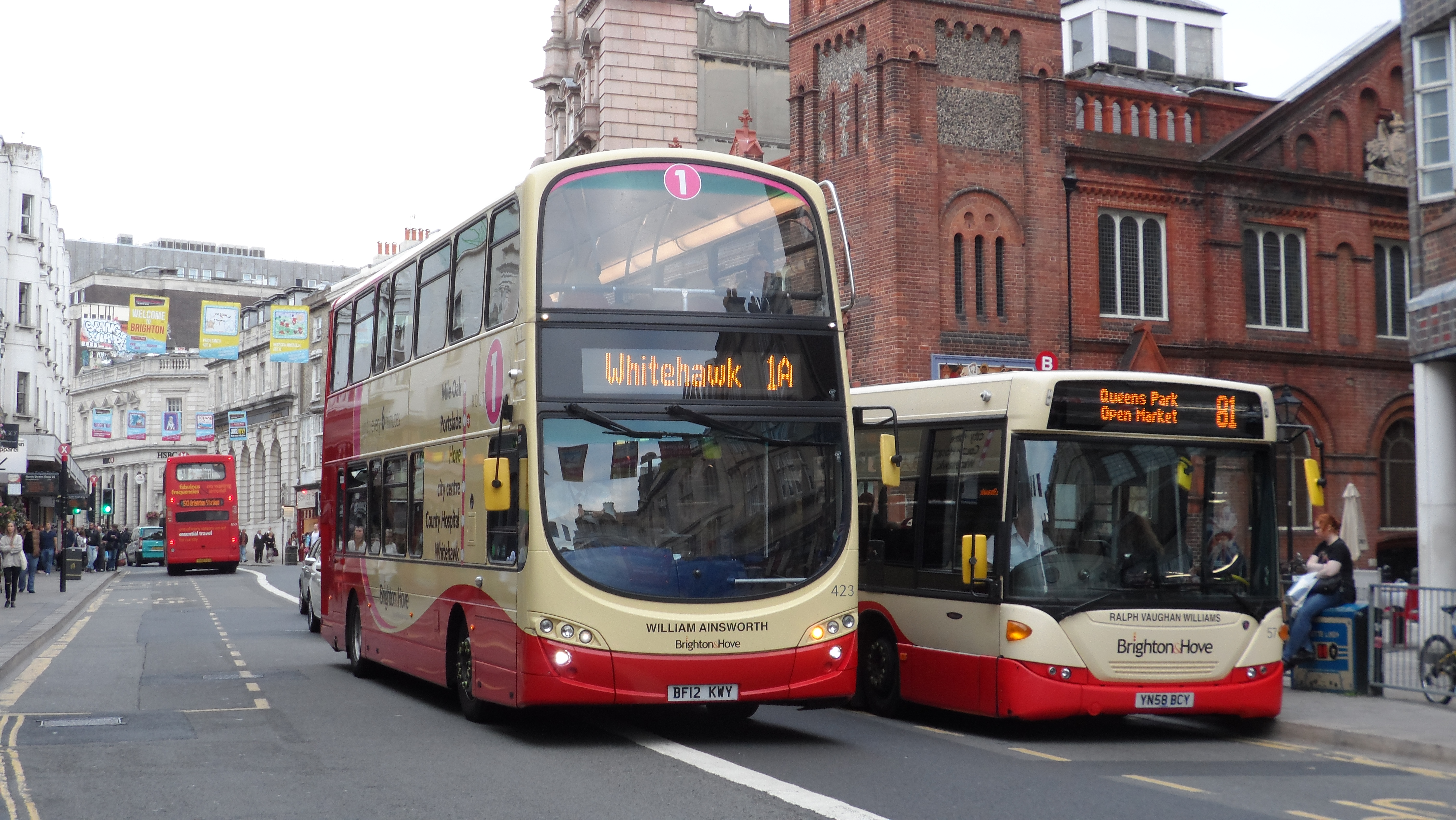
布萊頓霍夫巴士公司

布萊頓主要的聯外鐵路中心為布萊頓站。伦敦—布赖顿铁路建于1840年，並於1970年在旧城改造中被拯救下来。车站同時提供快速班次和密集的通勤班次。本站可以經由南方鐵路公司營運的路線直達伦敦蓋特威特机场、维多利亚站、伦敦桥站，经由Thameslink公司之路线可以国王十字车站、伦敦盧頓机场和贝德福德。大西部鐵路公司还开通了經雷丁到伯明翰新街站、经布里斯托尔到威尔士屯貝的班机。今日，自本站至伦敦维多利亚站的快车需要51分钟，1910年時需要60分钟，1859年時需要80分钟，1841年時需要2个小时。
布萊頓霍夫巴士公司提供当地巴士服务，有超过250辆巴士。前身布赖顿"蓝色巴士"公司创建于1880年代。1993年被布赖顿和霍夫买下后，并入Go-Ahead 集团。市议会和巴士公司提供全市实时巴士信息服务。夜间服务的巴士称为“夜爬虫”，正常只在周六和周日早上。
沿海岸开行的Volk电气化铁路据说是世界最古老的电气化铁路，其电气化模型被伦敦地铁采用。
First Aldrington Tramway (1884-1912), 布赖顿 Corporation Tramways (1901-1939)开行路线：从Aquarium到布赖顿车站(S线), 伦敦路(B线), Ditchling 路(D线)和Elm Grove (E线), Lewes 路 (L线),皇后公园(Q线), 新英格兰山/Dyke 路(N线)

## 名人
- PewDiePie，YouTuber
- Jacksepticeye，Youtuber
- TommyInnit，Youtuber
- Alfie Deyes（英语：Alfie Deyes），YouTuber

## 文学中的布赖顿
- 简·奥斯丁:

傲慢与偏见